# Braux (Alpy Górnej Prowansji)
Braux – miejscowość i gmina we Francji, w regionie Prowansja-Alpy-Lazurowe Wybrzeże, w departamencie Alpy Górnej Prowansji.

## Demografia
Według danych na rok 1990 gminę zamieszkiwały 133 osoby, a gęstość zaludnienia wynosiła 11 osób/km². W styczniu 2015 r. Braux zamieszkiwało 127 osób, przy gęstości zaludnienia wynoszącej 10,5 osób/km².